# گری الکورن
گری الکورن (انگلیسی: Gary Alcorn; ۸ اکتبر ۱۹۳۶ – ۲۹ نوامبر ۲۰۰۶) بازیکن بسکتبال اهل ایالات متحده آمریکا بود.
از باشگاه‌هایی که در آن بازی کرده‌است می‌توان به دیترویت پیستونز و لس آنجلس لیکرز اشاره کرد.